# Oligoquets
Els oligoquets (Oligochaeta; del grec oligos, 'poc', i del llatí chaetae, 'quetes') són una subclasse d'anèl·lids de la classe dels clitel·lats que inclou més de 3.000 espècies. Són hermafrodites i de desenvolupament directe. La majoria viuen en ambients terrestres humits i d’aigua dolça; una minoria d'oligoquets són marins litorals.
A diferència dels poliquets, els oligoquets no presenten parapodis i les quetes són petites i escasses; en els oligoquets marins, aquestes quetes són més llargues i abundants que en els terrestres. L'oligoquet més representatiu és el cuc de terra.

## Característiques
El cos dels oligoquets és cilíndric i mostra tres regions: prostomi, tronc i pigidi. El prostomi on s'obre la boca i, a diferència dels poliquets, no té apèndixs. El tronc està format per 7 a  600 metàmers o anells homònoms (tots semblants). Excepte rares excepcions presenten quatre parells quetes mòbils per metàmer, sempre menys nombroses que en els poliquets. Les quetes ancoren a l'animal en el desplaçament i en l'excavació de túnels. Certes espècies posseeixen quetes sexuals, més llargues, que són excitants durant la còpula i que poden actuar com a òrgans penetrants per a la inseminació. El pigidi, on s’obre l'anus.
La majoria dels oligoquets posseeixen al dors uns porus que connecten amb el celoma per on expulsen substàncies de caràcter defensiu, rica en antibiòtics en espècies que viuen en mitjans amb matèria orgànica en descomposició, o d'olor i sabor repugnant, com en Eisenia foetida. Una formació molt evident en els oligoquets és el clitel. Es tracta de zona glandular amb segments més inflats que la resta i que és la manifestació externa dels òrgans sexuals; de vegades posseeix tubercles prominents que s'usen en la subjecció de la parella durant la còpula. El clitel apareix en el moment de la maduresa sexual i és el responsable de la formació del capoll on es desenvoluparan els ous, i de la formació del cilindre mucós que serveix per a la còpula.

## Reproducció
En les formes més primitives la manera normal de reproducció és l'asexual, sent la sexual una excepció. No obstant això, donada la gran capacitat de regeneració, tots els oligoquets poden multiplicar asexualment per escissiparitat.
Els oligoquets són hermafrodites proteràndrics (les gònades masculines maduren abans que les femenines), pel que no es poden autofecundar i necessiten aparellar-se; les gònades estan situades al clitel. Els gàmetes són evacuats al celoma i surten a l'exterior pels gonoductes. Generalment presenten un o dos parells de espermateques, uns receptacles on s'emmagatzemen espermatozoides durant la còpula.
La majoria d'oligoquets tenen fertilització externa (encara que en la família africana dels Eudrilidae és interna). En l'aparellament, dos individus s'acoblen ventralment i en sentit oposat i el clitel secreta una substància mucosa que facilita que els espermatozoides de cada individu, recoberts per una càpsula quitinosa, passin a les espermateques de l'altre. Hi ha per tant, intercanvi mutu d'espermatozoides, actuant els dos individus com a mascle. Després de la còpula, el clitel secreta una substància que es coagula en contacte amb l'aire i forma un capoll gelatinós en forma d'anell que es desplaça amb els moviments de el cos; primer passa pels gonòpors femenins on recull els òvuls i posteriorment per les espermateques, on recull els espermatozoides, i es produeix la fecundació. El capoll és després dipositat en el sòl o el llim. El seu desenvolupament és directe, no passant per la típica larva trocòfora dels poliquets. L'eclosió es retarda més com més baixa és la temperatura (d'un a quatre mesos), i el mateix passa amb la maduresa sexual dels joves (entre 6 i 10 mesos).

## Filogènia
Sembla que Oligochaeta és parafilètic segons anàlisis morfològics i moleculars. L'anàlisi d'ADNr presenta els següents resultats:
|  | Moniligastrida                   |
|  |                                  |
|  | Crassiclitellata (cucs de terra) |
|  |                                  |

|  | Lumbriculida |
|  |              |
|  | Hirudinea    |
|  |              |

|  | Moniligastrida                   |
|  |                                  |
|  | Crassiclitellata (cucs de terra) |
|  |                                  |

|  | Lumbriculida |
|  |              |
|  | Hirudinea    |
|  |              |

|  | Moniligastrida                   |
|  |                                  |
|  | Crassiclitellata (cucs de terra) |
|  |                                  |

|  | Lumbriculida |
|  |              |
|  | Hirudinea    |
|  |              |

|  | Moniligastrida                   |
|  |                                  |
|  | Crassiclitellata (cucs de terra) |
|  |                                  |

|  | Lumbriculida |
|  |              |
|  | Hirudinea    |
|  |              |

|  | Moniligastrida                   |
|  |                                  |
|  | Crassiclitellata (cucs de terra) |
|  |                                  |

|  | Lumbriculida |
|  |              |
|  | Hirudinea    |
|  |              |

|  | Moniligastrida                   |
|  |                                  |
|  | Crassiclitellata (cucs de terra) |
|  |                                  |

|  | Lumbriculida |
|  |              |
|  | Hirudinea    |
|  |              |

|  | Moniligastrida                   |
|  |                                  |
|  | Crassiclitellata (cucs de terra) |
|  |                                  |

|  | Lumbriculida |
|  |              |
|  | Hirudinea    |
|  |              |

|  | Moniligastrida                   |
|  |                                  |
|  | Crassiclitellata (cucs de terra) |
|  |                                  |

|  | Lumbriculida |
|  |              |
|  | Hirudinea    |
|  |              |

|  | Moniligastrida                   |
|  |                                  |
|  | Crassiclitellata (cucs de terra) |
|  |                                  |

|  | Lumbriculida |
|  |              |
|  | Hirudinea    |
|  |              |

|  | Moniligastrida                   |
|  |                                  |
|  | Crassiclitellata (cucs de terra) |
|  |                                  |

|  | Lumbriculida |
|  |              |
|  | Hirudinea    |
|  |              |

|  | Moniligastrida                   |
|  |                                  |
|  | Crassiclitellata (cucs de terra) |
|  |                                  |

|  | Lumbriculida |
|  |              |
|  | Hirudinea    |
|  |              |

|  | Moniligastrida                   |
|  |                                  |
|  | Crassiclitellata (cucs de terra) |
|  |                                  |

|  | Lumbriculida |
|  |              |
|  | Hirudinea    |
|  |              |

|  | Moniligastrida                   |
|  |                                  |
|  | Crassiclitellata (cucs de terra) |
|  |                                  |

|  | Lumbriculida |
|  |              |
|  | Hirudinea    |
|  |              |

|  | Moniligastrida                   |
|  |                                  |
|  | Crassiclitellata (cucs de terra) |
|  |                                  |

|  | Lumbriculida |
|  |              |
|  | Hirudinea    |
|  |              |

|  | Moniligastrida                   |
|  |                                  |
|  | Crassiclitellata (cucs de terra) |
|  |                                  |

|  | Lumbriculida |
|  |              |
|  | Hirudinea    |
|  |              |

|  | Moniligastrida                   |
|  |                                  |
|  | Crassiclitellata (cucs de terra) |
|  |                                  |

|  | Lumbriculida |
|  |              |
|  | Hirudinea    |
|  |              |

|  | Moniligastrida                   |
|  |                                  |
|  | Crassiclitellata (cucs de terra) |
|  |                                  |

|  | Lumbriculida |
|  |              |
|  | Hirudinea    |
|  |              |

|  | Moniligastrida                   |
|  |                                  |
|  | Crassiclitellata (cucs de terra) |
|  |                                  |

|  | Lumbriculida |
|  |              |
|  | Hirudinea    |
|  |              |

|  | Moniligastrida                   |
|  |                                  |
|  | Crassiclitellata (cucs de terra) |
|  |                                  |

|  | Lumbriculida |
|  |              |
|  | Hirudinea    |
|  |              |

|  | Moniligastrida                   |
|  |                                  |
|  | Crassiclitellata (cucs de terra) |
|  |                                  |

|  | Lumbriculida |
|  |              |
|  | Hirudinea    |
|  |              |

|  | Moniligastrida                   |
|  |                                  |
|  | Crassiclitellata (cucs de terra) |
|  |                                  |

|  | Lumbriculida |
|  |              |
|  | Hirudinea    |
|  |              |

|  | Moniligastrida                   |
|  |                                  |
|  | Crassiclitellata (cucs de terra) |
|  |                                  |

|  | Lumbriculida |
|  |              |
|  | Hirudinea    |
|  |              |

|  | Moniligastrida                   |
|  |                                  |
|  | Crassiclitellata (cucs de terra) |
|  |                                  |

|  | Lumbriculida |
|  |              |
|  | Hirudinea    |
|  |              |

|  | Moniligastrida                   |
|  |                                  |
|  | Crassiclitellata (cucs de terra) |
|  |                                  |

|  | Lumbriculida |
|  |              |
|  | Hirudinea    |
|  |              |

|  | Moniligastrida                   |
|  |                                  |
|  | Crassiclitellata (cucs de terra) |
|  |                                  |

|  | Lumbriculida |
|  |              |
|  | Hirudinea    |
|  |              |

|  | Moniligastrida                   |
|  |                                  |
|  | Crassiclitellata (cucs de terra) |
|  |                                  |

|  | Lumbriculida |
|  |              |
|  | Hirudinea    |
|  |              |

|  | Moniligastrida                   |
|  |                                  |
|  | Crassiclitellata (cucs de terra) |
|  |                                  |

|  | Lumbriculida |
|  |              |
|  | Hirudinea    |
|  |              |

|  | Moniligastrida                   |
|  |                                  |
|  | Crassiclitellata (cucs de terra) |
|  |                                  |

|  | Lumbriculida |
|  |              |
|  | Hirudinea    |
|  |              |

|  | Moniligastrida                   |
|  |                                  |
|  | Crassiclitellata (cucs de terra) |
|  |                                  |

|  | Lumbriculida |
|  |              |
|  | Hirudinea    |
|  |              |

|  | Moniligastrida                   |
|  |                                  |
|  | Crassiclitellata (cucs de terra) |
|  |                                  |

|  | Lumbriculida |
|  |              |
|  | Hirudinea    |
|  |              |

|  | Moniligastrida                   |
|  |                                  |
|  | Crassiclitellata (cucs de terra) |
|  |                                  |

|  | Lumbriculida |
|  |              |
|  | Hirudinea    |
|  |              |

|  | Moniligastrida                   |
|  |                                  |
|  | Crassiclitellata (cucs de terra) |
|  |                                  |

|  | Lumbriculida |
|  |              |
|  | Hirudinea    |
|  |              |

|  | Moniligastrida                   |
|  |                                  |
|  | Crassiclitellata (cucs de terra) |
|  |                                  |

|  | Lumbriculida |
|  |              |
|  | Hirudinea    |
|  |              |

|  | Moniligastrida                   |
|  |                                  |
|  | Crassiclitellata (cucs de terra) |
|  |                                  |

|  | Lumbriculida |
|  |              |
|  | Hirudinea    |
|  |              |

|  | Moniligastrida                   |
|  |                                  |
|  | Crassiclitellata (cucs de terra) |
|  |                                  |

|  | Lumbriculida |
|  |              |
|  | Hirudinea    |
|  |              |

|  | Moniligastrida                   |
|  |                                  |
|  | Crassiclitellata (cucs de terra) |
|  |                                  |

|  | Lumbriculida |
|  |              |
|  | Hirudinea    |
|  |              |

|  | Moniligastrida                   |
|  |                                  |
|  | Crassiclitellata (cucs de terra) |
|  |                                  |

|  | Lumbriculida |
|  |              |
|  | Hirudinea    |
|  |              |

|  | Moniligastrida                   |
|  |                                  |
|  | Crassiclitellata (cucs de terra) |
|  |                                  |

|  | Lumbriculida |
|  |              |
|  | Hirudinea    |
|  |              |

|  | Moniligastrida                   |
|  |                                  |
|  | Crassiclitellata (cucs de terra) |
|  |                                  |

|  | Lumbriculida |
|  |              |
|  | Hirudinea    |
|  |              |

|  | Moniligastrida                   |
|  |                                  |
|  | Crassiclitellata (cucs de terra) |
|  |                                  |

|  | Lumbriculida |
|  |              |
|  | Hirudinea    |
|  |              |

|  | Moniligastrida                   |
|  |                                  |
|  | Crassiclitellata (cucs de terra) |
|  |                                  |

|  | Lumbriculida |
|  |              |
|  | Hirudinea    |
|  |              |

|  | Moniligastrida                   |
|  |                                  |
|  | Crassiclitellata (cucs de terra) |
|  |                                  |

|  | Lumbriculida |
|  |              |
|  | Hirudinea    |
|  |              |

|  | Moniligastrida                   |
|  |                                  |
|  | Crassiclitellata (cucs de terra) |
|  |                                  |

|  | Lumbriculida |
|  |              |
|  | Hirudinea    |
|  |              |

|  | Moniligastrida                   |
|  |                                  |
|  | Crassiclitellata (cucs de terra) |
|  |                                  |

|  | Lumbriculida |
|  |              |
|  | Hirudinea    |
|  |              |

|  | Moniligastrida                   |
|  |                                  |
|  | Crassiclitellata (cucs de terra) |
|  |                                  |

|  | Lumbriculida |
|  |              |
|  | Hirudinea    |
|  |              |

|  | Moniligastrida                   |
|  |                                  |
|  | Crassiclitellata (cucs de terra) |
|  |                                  |

|  | Lumbriculida |
|  |              |
|  | Hirudinea    |
|  |              |

|  | Moniligastrida                   |
|  |                                  |
|  | Crassiclitellata (cucs de terra) |
|  |                                  |

|  | Lumbriculida |
|  |              |
|  | Hirudinea    |
|  |              |

|  | Moniligastrida                   |
|  |                                  |
|  | Crassiclitellata (cucs de terra) |
|  |                                  |

|  | Lumbriculida |
|  |              |
|  | Hirudinea    |
|  |              |

|  | Moniligastrida                   |
|  |                                  |
|  | Crassiclitellata (cucs de terra) |
|  |                                  |

|  | Lumbriculida |
|  |              |
|  | Hirudinea    |
|  |              |

|  | Moniligastrida                   |
|  |                                  |
|  | Crassiclitellata (cucs de terra) |
|  |                                  |

|  | Lumbriculida |
|  |              |
|  | Hirudinea    |
|  |              |

|  | Moniligastrida                   |
|  |                                  |
|  | Crassiclitellata (cucs de terra) |
|  |                                  |

|  | Lumbriculida |
|  |              |
|  | Hirudinea    |
|  |              |

|  | Moniligastrida                   |
|  |                                  |
|  | Crassiclitellata (cucs de terra) |
|  |                                  |

|  | Lumbriculida |
|  |              |
|  | Hirudinea    |
|  |              |

|  | Moniligastrida                   |
|  |                                  |
|  | Crassiclitellata (cucs de terra) |
|  |                                  |

|  | Lumbriculida |
|  |              |
|  | Hirudinea    |
|  |              |

|  | Moniligastrida                   |
|  |                                  |
|  | Crassiclitellata (cucs de terra) |
|  |                                  |

|  | Lumbriculida |
|  |              |
|  | Hirudinea    |
|  |              |

|  | Moniligastrida                   |
|  |                                  |
|  | Crassiclitellata (cucs de terra) |
|  |                                  |

|  | Lumbriculida |
|  |              |
|  | Hirudinea    |
|  |              |

|  | Moniligastrida                   |
|  |                                  |
|  | Crassiclitellata (cucs de terra) |
|  |                                  |

|  | Lumbriculida |
|  |              |
|  | Hirudinea    |
|  |              |

|  | Moniligastrida                   |
|  |                                  |
|  | Crassiclitellata (cucs de terra) |
|  |                                  |

|  | Lumbriculida |
|  |              |
|  | Hirudinea    |
|  |              |

|  | Moniligastrida                   |
|  |                                  |
|  | Crassiclitellata (cucs de terra) |
|  |                                  |

|  | Lumbriculida |
|  |              |
|  | Hirudinea    |
|  |              |

|  | Moniligastrida                   |
|  |                                  |
|  | Crassiclitellata (cucs de terra) |
|  |                                  |

|  | Lumbriculida |
|  |              |
|  | Hirudinea    |
|  |              |

|  | Moniligastrida                   |
|  |                                  |
|  | Crassiclitellata (cucs de terra) |
|  |                                  |

|  | Lumbriculida |
|  |              |
|  | Hirudinea    |
|  |              |

|  | Moniligastrida                   |
|  |                                  |
|  | Crassiclitellata (cucs de terra) |
|  |                                  |

|  | Lumbriculida |
|  |              |
|  | Hirudinea    |
|  |              |

|  | Moniligastrida                   |
|  |                                  |
|  | Crassiclitellata (cucs de terra) |
|  |                                  |

|  | Lumbriculida |
|  |              |
|  | Hirudinea    |
|  |              |

|  | Moniligastrida                   |
|  |                                  |
|  | Crassiclitellata (cucs de terra) |
|  |                                  |

|  | Lumbriculida |
|  |              |
|  | Hirudinea    |
|  |              |

|  | Moniligastrida                   |
|  |                                  |
|  | Crassiclitellata (cucs de terra) |
|  |                                  |

|  | Lumbriculida |
|  |              |
|  | Hirudinea    |
|  |              |

El clade Metagynophora, també conegut com a Megadrili, va ser proposat com superordre per Jamieson (1988) i ha estat corroborat per anàlisis moleculars.

## Taxonomia
La subclasse Oligochaeta inclou els següents ordres:
- Ordre Capilloventrida
- Ordre Crassiclitellata
- Ordre Enchytraeida
- Ordre Haplotaxida
- Ordre Lumbriculida